# Фердинанд I фон Тьоринг-Зеефелд
Фердинанд I фон Тьоринг-Зеефелд (на немски: Ferdinand von Törring zu Seefeld; * 1583; † 8 април 1622) от род Тьоринг, е фрайхер на Зеефелд в Горна Бавария.

## Биография
Той е най-малкият син на фрайхер Евстах фон Тьоринг-Зеефелд (1555 – 1615) и съпругата му фрайин Катарина фон Бемелберг-Хоенбург (1558 – 1612), дъщеря на фрайхер Конрад X фон Бемелберг-Хоенбург († 1591) и графиня Катарина фон Хелфенщайн (1532 – 1578). Брат е на фрайхер Георг Конрад фон Тьоринг-Зеефелд (1580 – 1625).
Фердинанд I фон Тьоринг-Зеефелд наследява баща си през 1615 г. в Зеефелд и създава там фирма за бира. Той умира на 39 години на 8 април 1622 г. Втората му съпруга Рената фон Шварценберг-Хоенландсберг поема управлението на Зеефелд до 1630 г. за заварения си син Фердинанд Максимилиан. През 1630 г. родът Тьоринг получава титлата граф.

## Фамилия
Пъви брак: през 1604 г. с Анна Мария Фетер фон дер Лилие (* 1583; † 26 май 1612, Зеефелд), дъщеря на Адам Фетер фон дер Лилие и Схоластика фон Цилнхардт. Тя умира на 29 години. Те имат три деца:
- Катарина Йохана (* 1606; † 21 юли 1669, Мюнхен), фрайин фон Тьоринг, омъжена I. на 18 октомври 1626 г. в Залцбург за фрайхер Рудолф фон Фроберг († 19 юни 1629, Брюксел), II. на 10 септември 1630 г. за Гаспард Мелхиор де Водрей († 13 март 1637), III. на 6 юли 1644 г. за фрайхер Хайнрих Бернхард фон Улм-Ербах († 1681)
- Фердинанд II Максимилиан (* ок. 1607; † 31 декември 1681, Мюнхен), граф на Тьоринг и Тенглинг, фрайхер на Зеефелд, женен I. на 23 февруари 1631 г. за фрайин Елизабет фон Ламберг († 31 октомври 1635), II. на 11 октомври 1637 г. в Инсбрук за фрайин Изабела Серафина фон Бемелберг († 30 май 1668)
- Ладислаус Албек/Алвиг (* 1612; † 13 октомври 1648), граф на Тьоринг-Оберкьолнбах и Ау, женен на 14 януари 1637 г. в Оберкьолнбах за фрайин Катарина фон Танберг († 7 декември 1648)

Втори брак: на 11 ноември 1612 г. с графиня Рената фон Шварценберг-Хоенландсберг (* 5 септември 1589; † 16 ноември 1639), дъщеря на граф Волфганг Якоб фон Шварценберг-Хоенландсберг (1560 – 1618) и графиня Анна Сибила Фугер-Кирхберг-Вайсенхорн (1569 – 1634). Те имат децата:
- Анна Мария (* 1613; † 12 февруари 1682, Зигмаринген), фрайин на Тьоринг, става графиня на Тьоринг-Зеефелд на 21 октомври 1630 г., омъжена на 7 май 1635 г. в Браунау за княз Майнрад I фон Хоенцолерн-Зигмаринген (* 1605, Мюнхен; † 30 януари 1681, замък Зигмаринген)
- Мария Барбара (Схоластика) (* 1614; † 1677), фрайин фон Тьоринг, абатиса на Холцен
- Мария Магдалена (* 1616; † между 1 януари и 10 април 1668), фрайин фон Тьоринг, омъжена на 20 юли 1636 г. във Виена за граф Бруно III фон Мансфелд-Борнщед (* 18 септември 1576; † 6 септември 1644, Виена)
- Алберт Франц (* 1617; † млад)
- Йохан Баптист (* 1618; † млад)
- Мария Схоластика († сл. 1630), графиня на Тьоринг